# Styrax diplotrichus
Styrax diplotrichus är en storaxväxtart som beskrevs av Friedrich Ludwig Diels. Styrax diplotrichus ingår i släktet Styrax och familjen storaxväxter. Inga underarter finns listade i Catalogue of Life.